# 쓰리데이즈 투 킬
《쓰리데이즈 투 킬》(영어: 3 Days to Kill)은 2014년 공개된 맥지 감독의 액션 스릴러 영화이다. 뤼크 베송과 아디 하사크가 공동 각본을 담당하고, 케빈 코스트너, 앰버 허드, 헤일리 스타인펠드, 코니 닐센, 리하르트 자멜, 에리크 에부아네 등이 출연하였다.

## 줄거리
CIA 요원 이선은 무기 밀매상 울프의 오른팔 알비노가 더러운 폭탄을 판매하기 위해 테러리스트들과 접선하기로 한 장소인 베오그라드 호텔을 덮친다. 그러나 알비노를 쫓던 도중 이선은 갑자기 어지럼증을 느끼며 쓰러져 알비노를 놓치고 만다.
이선은 교모세포종 말기 진단을 받고 CIA에서 바로 퇴직 당한다. 이선은 남은 시간 동안 파리에서 사이가 멀어진 전 아내 크리스틴, 딸 조이와 관계를 개선하고자 한다.
CIA 최상급 암살자 비비는 알비노를 추적하고 이를 통해 최종적으로는 울프를 잡기 위해 이선에게 개인적으로 접촉하여 일을 맡기며 그 대가로 생명을 연장할 수 있는 시약을 제공한다. 그러나 부작용으로 인해 이선은 때때로 환각을 보는데...

## 출연
- 케빈 코스트너 - 이선 레너 역
- 앰버 허드 - 비비언 "비비" 딜레이, CIA 정예 요원 역
- 헤일리 스타인펠드 - 조이 레너 역
- 코니 닐센 - 크리스틴 레너 역
- 리하르트 자멜 - 울프갱(볼프강) "울프" 브런 역
- 에리크 에부아네 - 쥘 역
- 토마스 르마르키 - 알비노, 울프의 오른팔 역
- 레이먼드 J. 배리 - CIA 국장 역
- 조나스 블로케 - 휴(위그), 조이의 남자친구 역